# Kährizli
Kährizli (azerbajdzjanska Kəhrizli, tidigare Azizbekovo} är en ort i Azerbajdzjan.   Den ligger i distriktet Goranboj, i den centrala delen av landet, 280 kilometer väster om huvudstaden Baku. Kährizli ligger 188 meter över havet och antalet invånare är 710.
Terrängen runt Kährizli är lite kuperad. Närmaste större samhälle är Goranboy, 16,3 kilometer sydost om Kährizli.
Trakten runt Kährizli består till största delen av jordbruksmark. Runt Kährizli är det ganska tätbefolkat, med 70 invånare per kvadratkilometer.